# أنطونيو فيري
أنطونيو فيري (بالإيطالية: Antonio Ferri)‏ هو مهندس فضاء جوي ومهندس إيطالي، ولد في 5 أبريل 1912 في Fiastra ‏ في إيطاليا، وتوفي في 28 ديسمبر 1975 في لونغ آيلند في الولايات المتحدة.